# Echinocereus lindsayi
Echinocereus lindsayi là một loài thực vật có hoa trong họ Cactaceae. Loài này được Meyran mô tả khoa học đầu tiên.